# Socialisme dans un seul pays

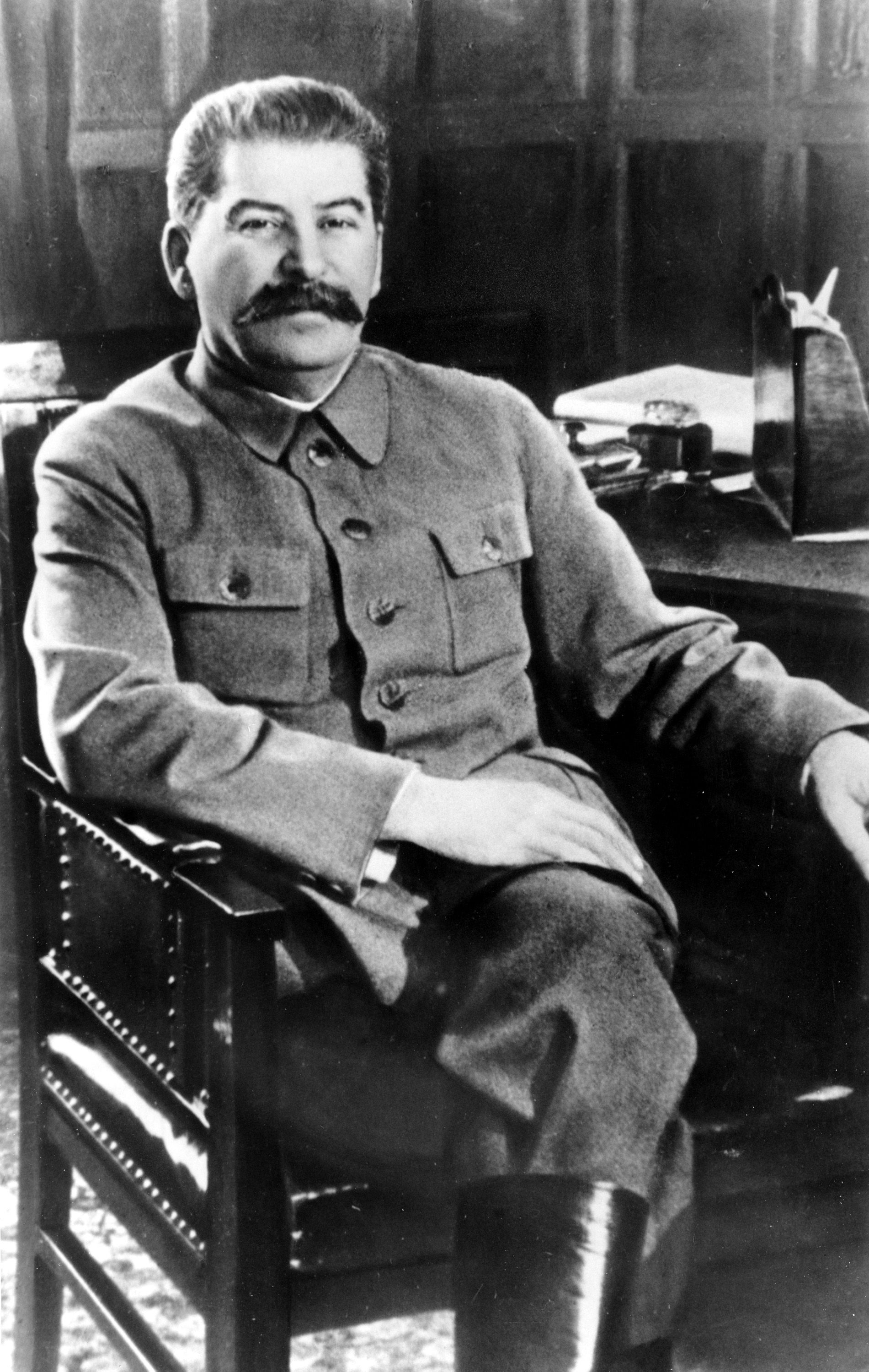
Joseph Staline

Le socialisme dans un seul pays est une théorie politique qu'avança Joseph Staline sous la forme d'un slogan le 20 décembre 1924 et qui fut par la suite développée par Nikolaï Boukharine au point d'être adoptée par le XIVe congrès du Parti communiste de l'Union soviétique le 18 décembre 1925. Cette théorie défendait la possibilité de bâtir le socialisme dans l'Union des républiques socialistes soviétiques sans obtenir le secours des autres pays avancés qui auraient pu connaître une révolution.
Pour ses partisans, le « socialisme dans un seul pays » se présentait comme la possibilité de réaliser le socialisme sans révolution internationale, en développant une économie planifiée et autarcique sur le seul territoire de l'URSS. Les autres pays devaient passer par toute une série d'étapes intermédiaires avant la révolution socialiste, ce qui justifiait toute sorte d'accommodement en attendant : avec le Front populaire en France ou le Kuomintang en Chine.
Pour Trotsky au contraire, le développement économique devait nécessairement passer par l'accroissement de la division du travail, et donc de la division internationale du travail. Pour lui, l'autarcie empêcherait une division suffisante du travail et rendrait obligatoirement l'URSS toujours plus dépendante de l'extérieur, par l'intermédiaire du marché mondial et tôt ou tard de la guerre mondiale. Aucune autarcie économique, aucune coexistence pacifique n'était donc selon lui possible et seule la révolution mondiale pouvait sauver l'URSS de l'effondrement économique ou de l'écrasement militaire.
La discussion sur le « socialisme dans un seul pays » est emblématique de la période de stalinisation durant laquelle l'opposition de gauche, puis l'opposition de droite furent écartées de tous les postes à responsabilité puis méthodiquement exterminées. Les staliniens commencèrent par reprocher aux trotskystes de manquer de confiance envers le prolétariat d'URSS, de sous-estimer l'alliance du prolétariat et la paysannerie ou celle de l'URSS avec les partis ou États capitalistes, puis, alors qu'ils contrôlaient tous les leviers de pouvoir, finirent par accuser les trotskystes de sabotage et d'espionnage au service de l'étranger (Allemagne ou Grande-Bretagne, selon la diplomatie de l'URSS).
La théorie du « socialisme dans un seul pays » servit également de base idéologique à la politique économique d'autres États, comme la Chine, le Cambodge ou la Corée du Nord. Certains de ces États abandonnèrent cette politique, et se convertirent au capitalisme (bien que le Parti communiste puisse toujours garder le pouvoir). C'est le cas de la Chine, dont le système économique est qualifié de socialisme de marché. D'autres, quant à eux, la conservèrent, quoique pas toujours pour des raisons internes : l'embargo presque total imposé à la Corée du Nord n'est pas étranger[non neutre] au maintien contemporain de cette doctrine.